# 淡路島の人工島
淡路島の人工島（あわじしまのじんこうとう）、は兵庫県淡路島にある人工島（佐野新島、生穂新島、志筑新島、塩田新島）を意味する。

## 佐野新島

### 概要
津名地域の人工島で一番北に位置する。島内には兵庫県立淡路佐野運動公園が整備されており、2002FIFAワールドカップでは、イングランドチームのキャンプ地として使用された。

### 施設
- 兵庫県立淡路佐野運動公園
- 津名テニス場
- 佐野よい公園
- メガソーラー

### アクセス
- 神戸淡路鳴門自動車道 津名一宮ICから車で9分
- 佐野運動公園前バス停(あわ神あわ姫バス)下車すぐ

## 生穂新島

### 概要
津名地域の人工島で北から二番目に位置する。島内には淡路市役所が存在するほか、空き地が数多く存在する。2013年に発生した淡路島地震では島内の様々な場所で液状化現象が発生した。2023年に淡路市は島内に球技も可能な人工芝の運動公園を整備すると発表し、2023年度当初予算案に整備費1億円を計上した。

### 施設
- 淡路市役所
- 本四海峡バス淡路営業所
- 淡路交通津名出張所
- 津名浄化センター
- 津名パラナグア公園
- 生穂新島公園
- 淡路市立生穂新島運動公園(整備予定)

### アクセス
- 神戸淡路鳴門自動車道 津名一宮ICから車で7分
- 淡路市役所前バス停(あわ神あわ姫バス)下車すぐ

## 志筑新島

### 概要
津名地域の人工島で北から三番目、旧津名町市街地から一番近い海域上に位置する。1970年代に造成された志筑新島は2013年の淡路島地震で生穂新島、塩田新島と同様島内の様々な場所で液状化現象が発生した。島の北半分は数々の企業で形成され、南半分は住宅街や商店街で形成されている。島の南東部は数多くのソーラーパネルで埋め尽くされている。

### 施設
- しづかホール
- 淡路市立津名図書館
- イオン淡路店
- PLANT 淡路店
- カリヨン広場
- 関西総合リハビリテーション専門学校
- 津名臨海運動公園
- 淡路市商工会本所
- 企業庁淡路連絡所倉庫
- 兵庫県学校厚生会 淡路支部事務所 淡路活動センター

### アクセス
- 神戸淡路鳴門自動車道 津名一宮ICから車で6分
- しづかホール前バス停(あわ神あわ姫バス・淡路交通・神姫バス・高速バス)下車すぐ

## 塩田新島

### 概要
津名地域にある人工島の中で最南端に位置する。津名地域の人工島で唯一人工島同士が橋で結ばれている。島の北半分は企業やソーラーパネルで占めており、島の南半分は淡路ワールドパークONOKOROが占めている。2013年の淡路島地震では、他の人工島と同様島内の様々な場所で液状化現象が発生した。

### 施設
- 淡路ワールドパークONOKORO
- 兵庫県動物愛護センター 淡路支所

### アクセス
- 神戸淡路鳴門自動車道 津名一宮ICから車で7分
- ワールドパークおのころバス停(神姫バス・高速バス)下車すぐ